# Лошанка
Лошанка — річка у Гродненському районі, Гродненська область, Білорусь. Ліва притока річки Свіслоч (басейн Німану).

## Опис
Довжина річки 15 км, похил річки 2 м/км, площа басейну водозбору 143 км². Формується притоками, безіменними струмками та загатами. У верхів'ї річка називалася Ліковка.

## Розташування
Бере початок біля села Бараново. Тече переважно на південний схід від села Ліковка та через село Лаша й на східній околиці села Суха Долина впадає в річку Свіслоч, ліву притоку Німану.